# Mark-Almond
Mark-Almond war eine britische Folk-Rock-Jazz-Band, die 1970 vom Akustik-Gitarristen Jon Mark sowie dem Saxofonisten und Flötisten Johnny Almond gegründet wurde. Die beiden haben einander 1969 als Bandmitglieder von John Mayall kennen- und schätzen gelernt, mit dem sie 1969 die Alben The Turning Point und Empty Rooms aufgenommen haben. Die Mark-Almond Band, der zu Beginn noch der Bassist Roger Sutton und der Keyboarder Tommy Eyre angehört haben, erfuhr im Lauf der Jahre mehrere Umbesetzungen und kleinere Namenswechsel: „Jon Mark/Johnny Almond“, „The Mark/Almond Band“, „Jon Mark/Mark-Almond Band“ bzw. „Mark-Almond Band“.

## Diskografie
- Mark-Almond (1971)
- Mark-Almond II (1972)
- Rising (1972)
- 73 (1973)
- To the Heart (1976)
- Other Peoples Rooms (1978)
- Tuesday in New York (1980)
- Best of ... Live[1] (1981) (LP)
- Best of ... Live[2] (1981) (DoLP)

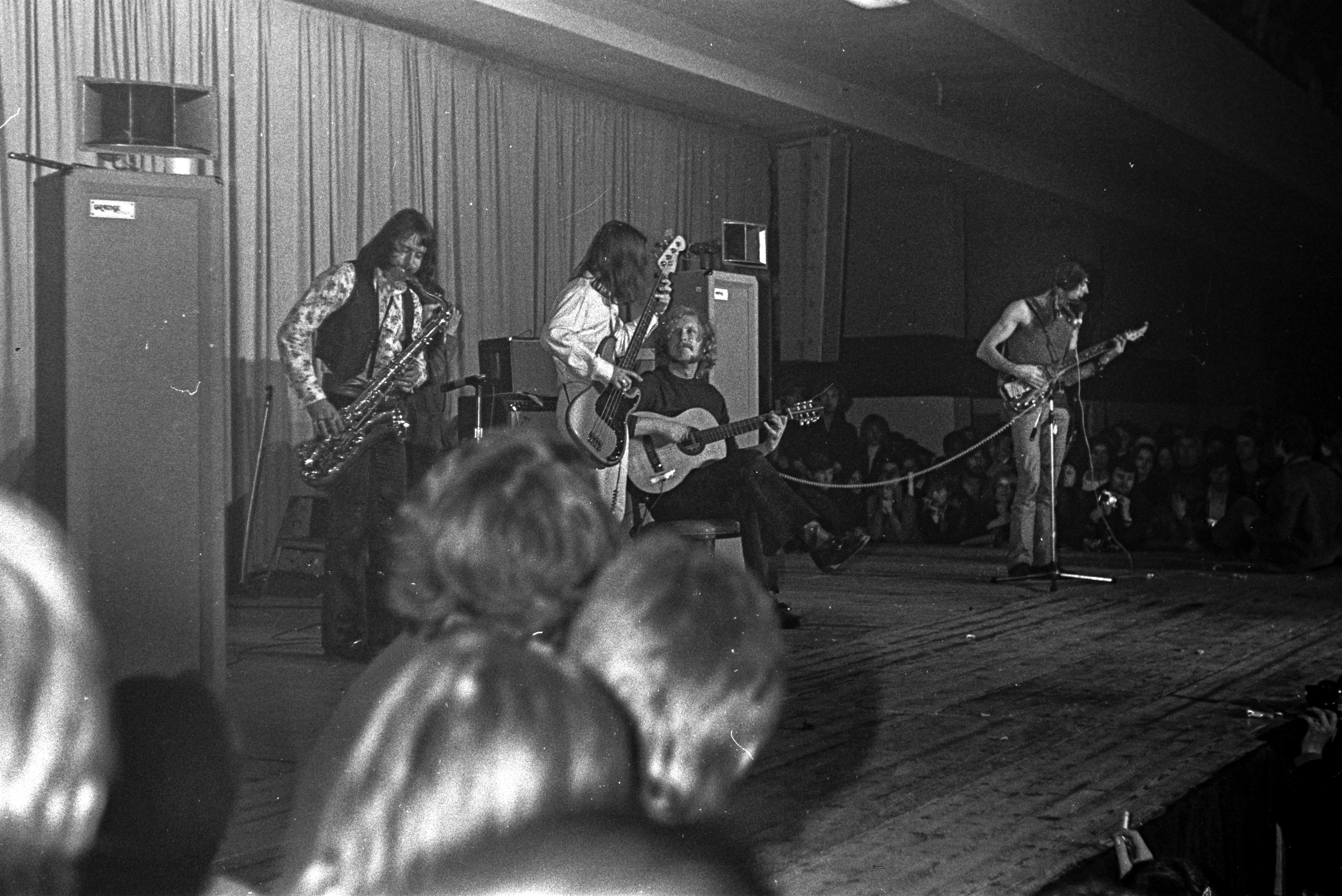
Gitarrist Jon Mark (sitzend) mit Saxofonist Johnny Almond am 12. Januar 1970 in Hannover

- The Last & Live (1987) (CD-Version von Best of ... Live)
- Night Music (1996)

### Kompilationen
- The Best of Mark-Almond (1990) (Black Sun)
- The Best of Mark-Almond (1991) (Rhino)
- Mark-Almond („Mark-Almond I“ plus Großteil von „Mark-Almond II“ sowie „Lonely Girl“ vom Album „73“) (2007) (Bodyheat Records)

## Bandmitglieder
- Johnny Almond (Saxofon, Vibraphon, Gesang, Schlagzeug, Flöte)
- Bill Berg (Schlagzeug)
- Billy Cobham (Schlagzeug)
- Geoff Condon (Flügelhorn)
- Ken Craddock (Tasteninstrumente)
- Mark Cranny (Schlagzeug)
- Alun Davies (Gitarre)
- Tommy Eyre (Tasteninstrumente, Flöte, Schlagzeug, Gitarre, Gesang)
- Steve Gadd (Schlagzeug)
- Bob Glaub (Bass)
- Colin Gibson (Bass)
- Jerry Hey (Flügelhorn)
- Larry Knechtel (Piano)
- Will Lee (Bass)
- John Leftwich (Bass)
- Jay Lewis (Gitarre)
- Ralph MacDonald (Schlagzeug)
- Jon Mark (Gitarre, Bass, Schlagzeug, Gesang)
- Dave Marotta (Bass)
- Jeannie McLaine (Begleitgesang)
- Wolfgang Melz (Bass)
- Roberto Pattacia (Schlagzeug)
- Leon Pendarvis (Fender Rhodes, Konzertpiano)
- Dannie Richmond (Schlagzeug, Gesang)
- Carlos Rios (Gitarre)
- Mark Ross (Tasteninstrumente)
- Jim Salargie (Piano)
- Roger Sutton (Bass, Gesang)
- Tommy Tedesco (Mandoline)
- Bobby Torres (Schlagzeug)
- John Tropea (Gitarre)
- Bobby Vega (Bass)
- Larry Williams (Synthesizer)